# Because I Want To
Because I Want To är debutalbumet från den färöiska sångaren Anna Faroe. Albumet släpptes den 31 maj 2010 och innehåller tolv låtar. Albumet låg sju veckor på den danska albumlistan och nådde som bäst nionde plats på listan den 18 juni 2010.

## Låtlista
1. "Because I Want To" – 3:33
2. "Let's Go Away" – 3:34
3. "Walking On Fire" – 3:56
4. "I Got This" – 4:00
5. "It's Fooling You" – 3:18
6. "I Got Time for You" – 2:55
7. "Take a Chance On Me" – 3:45
8. "Over My Head" – 3:57
9. "Get Me Through the Day" – 4:47
10. "Kooks" – 3:30
11. "Nice and Clean" – 3:03
12. "Walking On Fire" – 3:56 (lugn version)

## Listplaceringar
| Lista (2010) | Topplacering |
| ------------ | ------------ |
| Danmark      | 9            |

## Singlar
- "Waling On Fire" (#29 i Danmark)[2]
- "I Got This"[3]